# André Schlim
Le vice-amiral aviateur chevalier André Schlim, né à Waltzing-Bonnert le 7 février 1926 et mort à Bruges le 9 août 1999, eut une conduite héroïque lors de la Seconde Guerre mondiale et fut désigné en 1980 comme chef d'état-major de la Force navale belge.

## Biographie
André Schlim est né à Waltzing, commune de Bonnert, dans le Grand-Arlon, le 7 février 1926. Il est étudiant à l’ISMA (Institut Sainte Marie Arlon) à Arlon lorsqu’il décide, en décembre 1941, et à peine âgé de 15 ans, de rejoindre les Forces belges libres en Grande-Bretagne. Il n’en parle à personne et n’avertira ses parents que par un mot glissé dans leur boîte aux lettres, mot qu’ils trouveront après son départ. Avec quelques francs en poche, il part pour l’Espagne. Il est arrêté sur la ligne de démarcation. Interné pour six mois dans un camp disciplinaire français du Jura de la France de Vichy, il s’évade mais est repris à Lyon. Renvoyé dans le camp dont il s’était échappé, il est soumis à des sévères admonestations et punitions. Il est alors mis au travail forcé dans une usine de carburants. Il s’évade à nouveau, grâce à de faux papiers obtenu d’un ouvrier belge et des vêtements civils reçus d’un ingénieur luxembourgeois de Pétange. Après bien d’autres adversités, il réussit à franchir la frontière espagnole, puis enfin, en prétextant des études à commencer au Portugal, la frontière portugaise.
En septembre 1942, il peut enfin s’embarquer dans un hydravion Sunderland qui le mène en Angleterre. Il est d’abord interné à la Patriotic School à Londres durant trois semaines, un lieu d’enfermement destiné à la vérification par le service de contre-espionnage britannique MI5 des personnes arrivées en Angleterre. Ensuite, il est mis à la disposition des Forces belges, et demande immédiatement à être engagé dans l'aviation, à la Royal Air Force. Mais l’on se moque de son jeune âge en lui disant que la RAF n’engage pas les enfants. C’est pourquoi, il se vieillit de deux ans en falsifiant ses papiers et se dit âgé de dix-huit ans lorsqu’il postule pour la section belge de la Royal Navy. Engagé, il suit des cours d'opérateur-radio pendant quelques mois et rapidement ensuite, il embarque sur le croiseur léger Charybdis. Ce croiseur était chargé d’escorter des convois dans l’Atlantique et dans la Méditerranée. Il participe au débarquement des Alliés à Salerne, en Italie, en septembre 1943, lors de l’opération Avalanche. Lors de l'Opération Tunnel, destinée à intercepter le forceur de blocus allemand Münsterland, le Charybdis fut torpillé le 23 octobre 1943 et coula près de Sept-Îles, face à la côte bretonne. Sur les 570 hommes d'équipage du Charybdis, seuls 107 survécurent le combat, et parmi eux, André Schlim, âgé de 17 ans…
Cependant, toujours intéressé par l’aviation, et rentré à la fin de l’année 1943 en Grande-Bretagne, il obtient, grâce à la sympathie que lui témoigne son commandant, d’être muté dans l’Aéronavale britannique. Après un écolage au Canada sur le HMS Saint-Vincent, navire-école de la Fleet Air Arm, il sert successivement comme pilote de chasse aux 892e (Hellcats) et 806e (Seafires) escadrilles, basé à Ewington, en Irlande. Il effectua des patrouilles de chasse de nuit et des patrouilles anti-sous-marines. En avril 1945, à bord d’un Hellcat, il s’était écrasé lors d’un exercice d'appontement, ce qui lui valut deux mois d'hôpital.
Après la Libération, alors qu’il s’apprêtait à partir pour le Pacifique, la guerre se termine. Il rejoint alors la Marine belge, et s’occupe d’opérations de dragages de mines et du déminage des ports belges. Il exercera ensuite de nombreux commandements en mer, notamment celui du Bovesse, du Mechelen, de l' Artevelde et celui du navire-école Kamina. Appelé à l'état-major de la Force navale, il exerce successivement les fonctions de directeur des sections opérations, plans et programmes, adjoint logistique au chef d'état-major, pour assumer ensuite le commandement du Groupement Opérations à Ostende, après quoi, il est désigné comme chef d'état-major adjoint de la Force navale.
Il occupe également les fonctions de deuxième sous-chef d'état-major général jusqu'au 30 septembre 1980. Le 1er octobre 1980, l'amiral de division Schlim est désigné comme chef d'état-major de la Force navale. Il est promu vice-amiral le 26 mars 1981 et il exerça ses fonctions de Chef d'État-major à la Marine jusqu'au 1er janvier 1986.
Le vice-amiral aviateur Schlim présida aussi l'Œuvre royale IBIS, une école de la Marine à Bredene. Sous sa direction, une rénovation totale de l'infrastructure fut effectuée, par la construction d'un bâtiment d'internat en 1984, la construction d'une aire de jeux pour les plus jeunes en 1993, et d'un nouveau bâtiment d'hébergement pour les garçons plus âgés en 1995. Il a également initié la construction d'une maison de week-end et de vacances (aujourd'hui appelée la Maison André Schlim).

## Vie privée
André Schlim avait épousé en 1947 Marie-Thérèse De Buysscher, née à Renaix le 7 mai 1924, et morte à Gand le 17 mars 1993, petite-fille de l'industriel et homme politique catholique renaisien Oscar Thomaes. Ils eurent un fils et deux petits-fils.
Il fut très affecté par le décès de son épouse. Il meurt à Bruges le 9 août 1999. Ses funérailles, rendues avec les honneurs militaires, se sont tenues à Lophem le 16 août suivant, village où il habitait, non loin de Bruges.

## Honneurs
En 1993, il est anobli avec le titre de chevalier par le roi Baudouin qui l'estimait particulièrement et qui lui avait demandé d'être conseiller du prince Laurent, mission, qu'il assura de 1986 à octobre 1994.
Il est titulaire de nombreuses distinctions honorifiques belges et étrangères. Il était ainsi Grand-croix de l'Ordre de la Couronne, Commandeur de l'Ordre de Léopold, Grand officier de l'Ordre d'Orange-Nassau néerlandais, officier de l'Ordre du Mérite français, officier de l'Ordre du Mérite allemand. Il avait été aussi honoré de la Croix de Guerre avec palme et deux lions de bronze, de la Croix des évadés, de la 1939-45 Star, de l'Atlantic Star, de l'Italy Star, de la Defence Medal, de la Médaille de la France libérée, etc.
La commune de Bredene lui a décerné le titre de citoyen d'honneur.
Le conseil communal d’Arlon a donné son nom à une rue créée non loin de l’avenue de Mersch, là où il passa son enfance.
La Fraternelle des Chasseurs ardennais lui a également décerné, lors de l'Assemblée générale du 29 avril 1979, le titre de Chasseur Ardennais d'honneur.

## Racines familiales belges et grand-ducales
André Schlim, est né en 1926, à Waltzing, un village faisant partie de la commune de Bonnert et aujourd’hui englobé dans le Grand-Arlon. Son village natal est situé quasi sur la frontière entre la Belgique et le Grand-Duché de Luxembourg. Les racines familiales sont, comme montré ci-après, presque autant belges que grand-ducales, avec la plupart de ses arrière-grands-parents nés du côté grand-ducal d'une frontière plus ou moins arbitrairement tracée mais imposée par le Traité des XXIV articles.

### Ses parents
Les parents d’André Schlim étaient Victor Schlim, né à Heckbous en 1895, un village de la commune de Guirsch, aujourd’hui également englobé dans le Grand-Arlon, et Justine Dominicy, née en 1898, à quatre kilomètres d’Arlon, à Metzert, un village de la commune de Tontelange, aujourd’hui englobé dans la commune de Attert. Ils s’étaient mariés à Guirsch, en 1920. Victor Schlim est mort à Waltzing en 1958, et son épouse est morte en 1973. André Schlim avait un frère, Justin Schlim, imprimeur, né à Bonnert en 1922 et mort à Saint-Mard en 2012.

### Ses grands-parents
Du côté paternel, les grands-parents d’André Schlim étaient Jean Schlim, un journalier, domicilié en 1880 à Eischen, commune aujourd’hui englobée dans Habscht, né en 1859 à Hobscheid, au Grand-Duché de Luxembourg, à quatre kilomètres de la frontière belgo-luxembourgeoise, et Joséphine Alberty, née à Heckbous (Guirsch) en 1858, et morte veuve, dans ce même village en 1935. Ils s’étaient mariés à Guirsch en 1880. Jean Schlim qui signait Johan Schlim est mort à Guirsch en 1920.
Du côté maternel, les grands-parents d’André Schlim étaient Nicolas Dominicy, un maçon comme son père, né en 1859 à Platen, un hameau de la commune de Bettborn, aujourd’hui englobé dans Préizerdaul, au Grand-Duché de Luxembourg, mort à Metzert (Tontelange) en 1922, et Marie Schmitz, née à Lischert (Thiaumont) en 1861 et morte en 1921. Ils s’étaient mariés  en 1887 à Thiaumont, une commune aujourd’hui englobée dans Attert, et située à huit kilomètres d’Arlon.

### Ses arrière-grands-parents
Du côté Schlim, l’on sait que Jean Schlim était le fils de Dominique Schlim, né à Eischen, au Grand-Duché de Luxembourg, à peine à deux kilomètres de la frontière et mort en 1864 à Eischen, et de Catherine Schlim, née à Eischen, une cousine, et morte en 1906 à Guirsch. Ces derniers s’étaient mariés à Hobscheid en 1857.
Pour les Alberty, il s’agit également de transfrontaliers. Joséphine Alberty était la fille de Nicolas Alberty, un journalier, né en 1823 à Linger, commune de Käerjeng, au Grand-Duché de Luxembourg, et mort à Guirsch en 1897 et de Marie Weber, une journalière, née en 1824 à Differdange, au Grand-Duché de Luxembourg sur la frontière franco-luxembourgeoise, et morte à Heckbous en 1876.
Du côté maternel, avec les Dominicy, Nicolas Dominicy était le fils de Jean Dominicy, un maçon, qui avait épousé en 1858 Marie Reimberg et qui étaient tous deux domiciliés en 1887 à Platen, au Grand-Duché de Luxembourg.
Enfin, Marie Schmitz, la grand-mère maternelle d’André Schlim, était la fille de Dominique Schmitz, cultivateur, né en 1830 à Kleinbettingen, commune de Steinfort, au Grand-Duché de Luxembourg, qui avait épousé à Thiaumont en 1857 Anne Eischen, née en 1830 à Lischert, un hameau de Thiaumont, et morte à Lischert en 1884.